# Henry Vandyke Carter

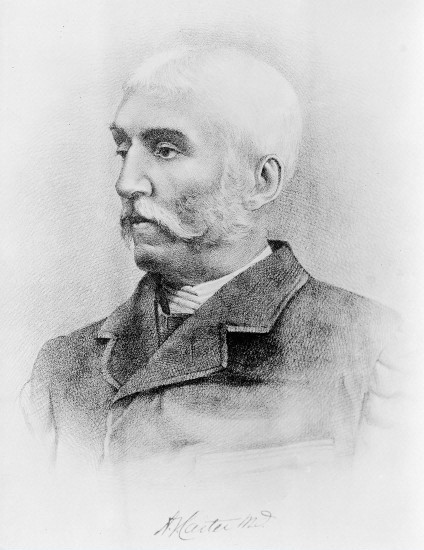
Heny Vandyke Carter, autoportret

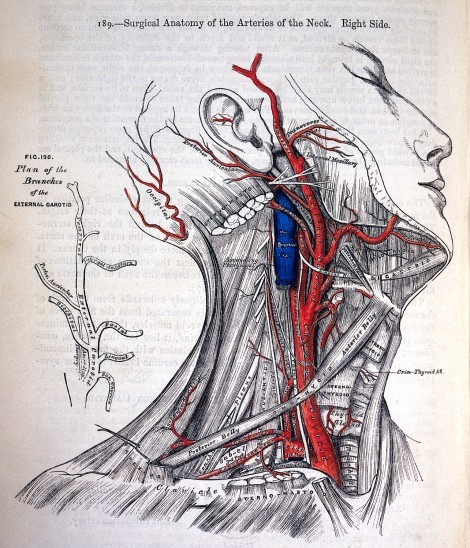
Ilustracja z pierwszego wydania Gray’s Anatomy

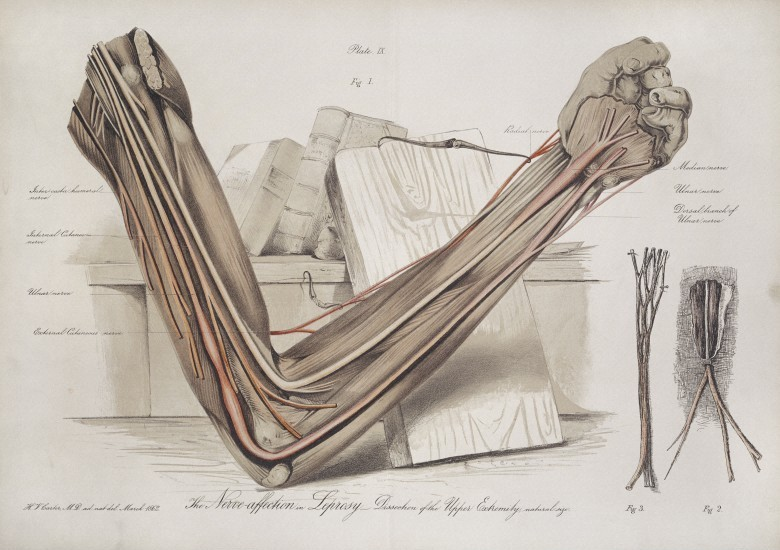
Ilustracja przedstawiająca zmiany w nerwach kończyny górnej spowodowane trądem

Henry Vandyke Carter (ur. 22 maja 1831 w Hull, zm. 4 maja 1897 w Scarborough) – angielski lekarz, anatom, chirurg i rysownik, twórca ilustracji do Gray’s Anatomy.

## Życiorys
Był najstarszym synem malarza marynistycznego Henry’ego Barlow Cartera (1805–1867) i Elizy z domu Barlow. Jego brat Joseph Newington Carter (1835–1871) również był artystą malarzem. Miał też siostrę Elizę Sophię („Lily”), zamężną Moon.
Od dzieciństwa interesował się zarówno naukami ścisłymi jak rysowaniem, do czego zachęcali go członkowie rodziny. Biograf Cartera Ruth Richardson uważa, że drugie imię Cartera mogło być nawiązaniem do Antoona van Dycka (taka była wczesnowiktoriańska wymowa nazwiska tego flamandzkiego malarza), lub imienia przyjaciela ojca, również malarza, Anthony′ego Vandyke′a Copleya Fieldinga. 
Pobierał nauki w Hull Grammar School, po czym przeniósł się do Londynu, gdzie studiował medycynę w St. George’s Hospital. Od listopada 1852 do lutego 1853 przebywał na studiach w Paryżu. W 1852 został członkiem Royal College of Surgeons i w czerwcu 1853 roku rozpoczął tam studia anatomii człowieka i anatomii porównawczej. Jego nauczycielami w tym czasie byli m.in. Richard Owen i John Thomas Quekett. Miał posadę demonstratora anatomii, i wykonywał dodatkowe prace pomagając swoim nauczycielom. Jednym z bardziej niezwykłych zadań które mu przydzielono, było spreparowanie samicy mrówkojada, padłej w Regent's Park Zoo. Wykład Owena poświęcony anatomii egzotycznego ssaka był ilustrowany planszami sporządzonymi przez Cartera.
W styczniu 1858 roku wstąpił do Bombay Medical Service jako chirurg-asystent (assistant surgeon), w marcu tego roku dotarł do Indii. Został przydzielony do sił zbrojnych środkowych Indii i wysłany do miasta Mhow. W maju 1858 został profesorem anatomii i fizjologii Grant Medical College. Na stanowisku tym pozostał do 1863. Praktykował też w Szpitalu Dźamseta Dźi Dźidźibhaja (Jamsetjee Jheejeebhoy Hospital) i pełnił obowiązki kustosza Grant Medical College Museum. Po 1863 został wysłany do miasta Gaol w dystrykcie Satara. 
W 1870 otrzymał awans na chirurga, w tym samym roku na chirurga majora, w 1878 na podpułkownika (surgeon-lieutenant-colonel), w 1882 został dowódcą brygady (brigade-surgeon). W 1872 roku otrzymał urlop i na krótki czas wyjechał do Europy, wykorzystując ten czas na odwiedzenie badaczy trądu w Norwegii. Badał także trędowatych i chorych na leiszmaniozę (znaną wówczas pod różnymi nazwami, m.in. jako wrzód z Aleppo) we Włoszech, Grecji, Algierii, na Krecie, w Syrii i Anatolii. W 1875 ponownie wyjechał do Indii. Został wysłany na półwysep Kathijawar i po niedługim czasie opublikował raport dotyczący tamtejszych trędowatych. Od 1876 był przydzielony do Szpitala im. Gokuldasa Tedźpala (Gokuldas Tejpal Hospital) 
w Bombaju. W 1877 otrzymał godność dziekana Grant Medical College i prymariusza Jamsetjee Jheejeebhoy Hospital. Był także sekretarzem, a potem przewodniczącym, Bombay Medical and Physical Society i dziekanem wydziału medycznego University of Bombay. 
W 1882 British Medical Association przyznała mu Stewart Prize, za jego badania nad chorobami zakaźnymi. W tym samym roku otrzymał urlop zdrowotny. 13 lipca 1888 przeszedł w stan spoczynku, otrzymując honorowe tytuły „Honorary Deputy Surgeon-General” i „Honorary Surgeon to the Queen”. Przed opuszczeniem Indii przeznaczył sumę 10000 rupii na fundusz imienia gubernatora Reaya, z którego miały być finansowane wykłady z fizjologii na bombajskiej uczelni. 
W 1890 ożenił się z młodszą o 25 lat Mary Robinson. Mieli dwójkę dzieci, Henry′ego Robinsona Cartera i Mary Margaret Carter. Henry Vandyke Carter zmarł w 1897 roku na gruźlicę, pochowany jest na Dean Road Cemetery w Scarborough w rodzinnym grobie. Nekrologi ukazały się w British Medical Journal i w The Lancet.
Do dziś zachował się pamiętnik Cartera, pisany przezeń od 14. roku życia. Babka podarowała mu pamiętnik na urodziny; prowadził w nim skrupulatne notatki, mimo upokarzającego doświadczenia z lat szkolnych, kiedy kierownik szkoły (jednocześnie stryj), John Dawson Sollitt, przeczytał klasie na głos odebrane chłopcu zapiski i skomentował je. Od tego czasu prowadził pamiętnik stosując stenograficzne skróty. Pod koniec XX wieku jeden ze spadkobierców podarował pamiętnik Wellcome Library, gdzie jest obecnie przechowywany.
W Scarborough, miejscowości w której Carter był ochrzczony, gdzie mieszkał i zmarł, upamiętniono go odsłaniając 23 czerwca 2008 okolicznościową tablicę na ścianie domu Carterów przy Belgrave Square.

## Dorobek naukowy
W 1852 podjął współpracę z Henrym Grayem, która zaowocowała powstaniem zestawu ilustracji do wydanego w 1858 w londyńskiej oficynie John W. Parker & Son podręcznika anatomii Anatomy: Descriptive and Surgical, w późniejszych wydaniach znanego jako Gray’s Anatomy. Częsta jest opinia, że duże, jasne i czytelne ilustracje Cartera przyczyniły się do sukcesu tej książki. W odróżnieniu od ilustracji w najpopularniejszym wówczas w Wielkiej Brytanii podręczniku anatomii Quaina, plansze w Anatomy Graya miały pewne kontury, były starannie zaplanowane i oznaczone. Wielkość ilustracji była dostosowana do skali ludzkiego oka. Podręcznik był jednym z pierwszych, w których opisy poszczególnych struktur anatomicznych były wkomponowane w ilustracje. Przed Carterem i Grayem podobne opisy znajdywały się w podręczniku osteologii Luthera Holdena. Od tego anatoma z St Bartholomew's Hospital Medical School zapożyczono także nowatorski sposób oznaczeń przyczepów mięśni na kościach. Gray podziękował Holdenowi w przedmowie do swojego dzieła. 
O współpracy Graya z Carterem wiadomo niewiele. Pewne jest, że Carter otrzymał jedynie jednorazowe, niewygórowane wynagrodzenie za swoją pracę, za które zakupił nowy mikroskop. Gray miał zagwarantowany udział w zyskach ze sprzedaży kolejnych wydań na rynku brytyjskim i amerykańskim. Ponadto, Gray w swojej korekcie strony tytułowej książki nakazał zmniejszenie czcionki którą złożono nazwisko ilustratora, i skrócił jego tytulaturę, zostawiając jedynie linijkę „były demonstrator anatomii St. George′s Hospital”. Carter był powściągliwy w ocenach innych ludzi i w jego pamiętniku nie ma krytycznych uwag na temat zachowania Graya, poza pojedynczą wzmianką (z 1850 roku) o snobizmie kolegi. Po otrzymaniu egzemplarza od wydawcy w połowie października 1858 zanotował: „Książka się ukazała i wygląda dobrze” („The book is out and looks well”). 
Pracując w Indiach zajmował się medycyną tropikalną i poczynił na jej polu wiele odkryć. Podczas wielkiej epidemii głodu w Indiach (1877-88) roku odkrył patogen wywołujący gorączkę od ugryzienia szczura, śrubowca mniejszego (Spirillum minus). Wcześniej przedstawił klasyczny opis choroby grzybiczej, znanej jako stopa madurska albo mycetoma (który to termin wprowadził do medycyny). Niedługo po odkryciu Laverana dowiódł występowania wszystkich trzech gatunków zarodźca w Indiach.

## Prace
- (Ilustracje) Henry Gray: On the Structure and Use of the Spleen. J. W. Parker & Son, London 1854
- (Ilustracje) Henry Gray: Anatomy, descriptive and surgical. J. W. Parker & Son, London 1858 i wydania późniejsze
- An account of the calculi contained in the Grant Medical College Museum, with some general remarks on calculi in India. 1860. Brak numerów stron w książce
- Report on the prevalence & characters of leprosy in the Bombay Presidency, India, based on the official returns of 1867. Education Society's Press, 1872
- The microscopic structure and mode of formation of urinary calculi. London: J. & A. Churchill, 1873. Brak numerów stron w książce
- On mycetoma or the  fungus disease of India. London: J. & A. Churchill, 1874. Brak numerów stron w książce
- Report on leprosy and leper-asylums in Norway, with  references to India. London: G.E. Eyre and W. Spottiswoode, 1874. Brak numerów stron w książce
- On leprosy and elephantiasis. London: Eyre & Spottiswoode, 1874. Brak numerów stron w książce
- Postscript to a note on the histology of lepra leprosa. Transactions of the Pathological Society of London ss. 300-302 (1875)
- Modern Indian leprosy: being the report of a tour in  Kattiawar, 1876, with addenda on Norwegian, Cretan and Syrian leprosy. Bombay: Times of India Steam Press, 1876. Brak numerów stron w książce
- (Ilustracje) Tilbury Fox, T. Farquhar: On certain endemic skin and other diseases of India and hot climates generally. London: J. & A. Churchill, 1876. Brak numerów stron w książce
- Reports on leprosy, second series. London: 1876. Brak numerów stron w książce
- Contributions to the experimental pathology of spirillum fever / by H. Vandyke Carter ; communicated by James Andrew. London : J.E. Adlard, 1880
- Spirillum fever: synonyms famine or relapsing fever as seen in Western India. London: J. & A. Churchill, 1882. Brak numerów stron w książce
- Memoir on leprosy by Brigade-Surgeon Henry Vandyke Carter, published for general information, in continuation of Government notification No. 4900, dated 7 Dec., 1882: 'Memorandum on the prevention of leprosy by segregation of the affected. Govt. Central Press Bombay 1884
- The later history of spirillum fever at Bombay, 1882-83: memoir based upon cases read before the Medical and Physical Society. 1884. Brak numerów stron w książce
- On a Peyerian ulcer-lesion of the small intestines, apparently new. Education Society's Press, 1886. Brak numerów stron w książce
- Observations on the prevention of leprosy by segregation. 1887. Brak numerów stron w książce
- Note on the occurence of a minute blood spirillum in an Indian rat. „Scientific Memoirs by Officers of the Medical and Sanitary  Departments of the Government of India”. 3, s. 45–48, 1888.
- Note on some aspects and relations of the blood-organisms in ague. Calcutta, 1888